# Wyspy Dziewicze

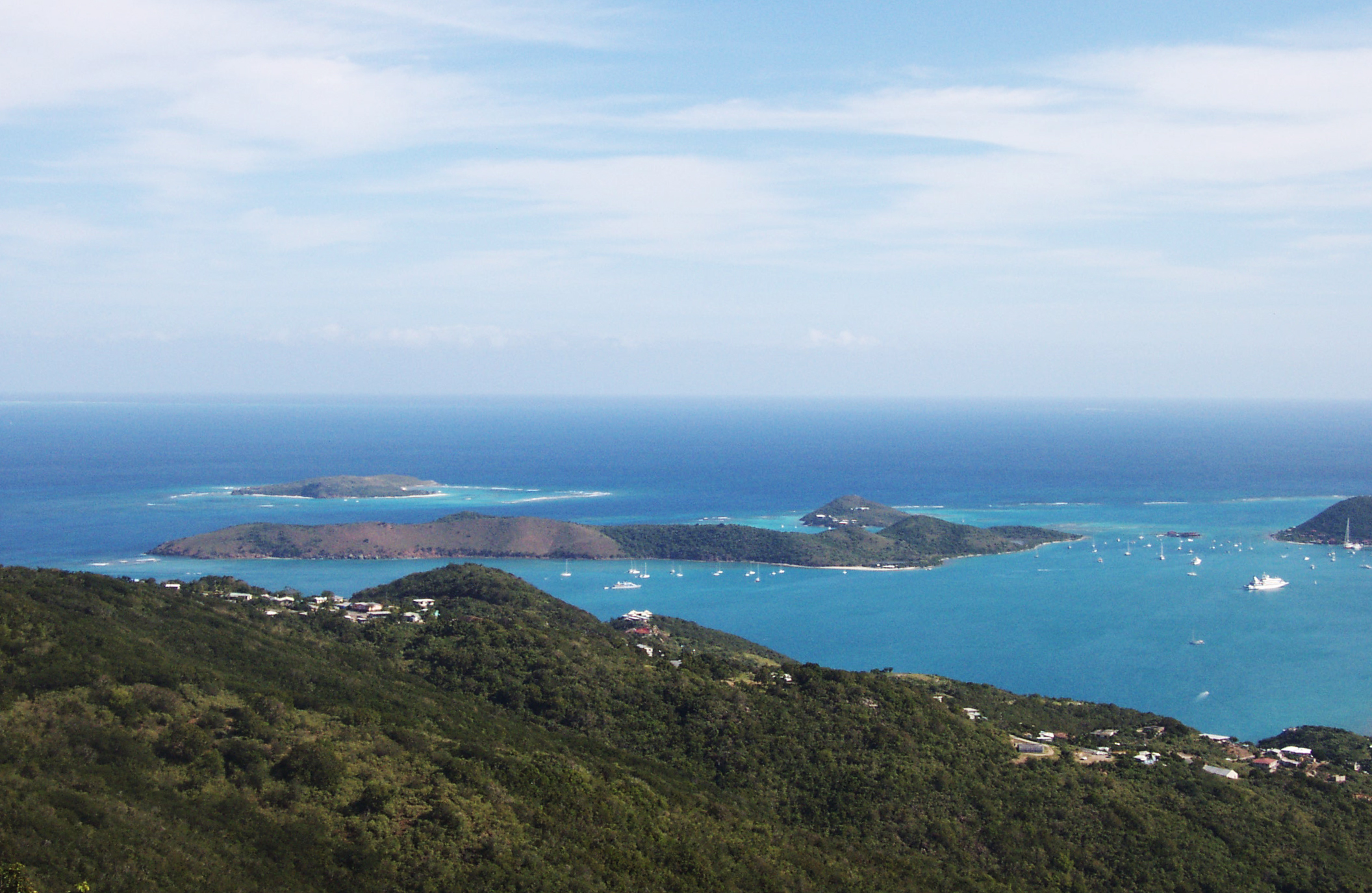
Wyspy Dziewicze

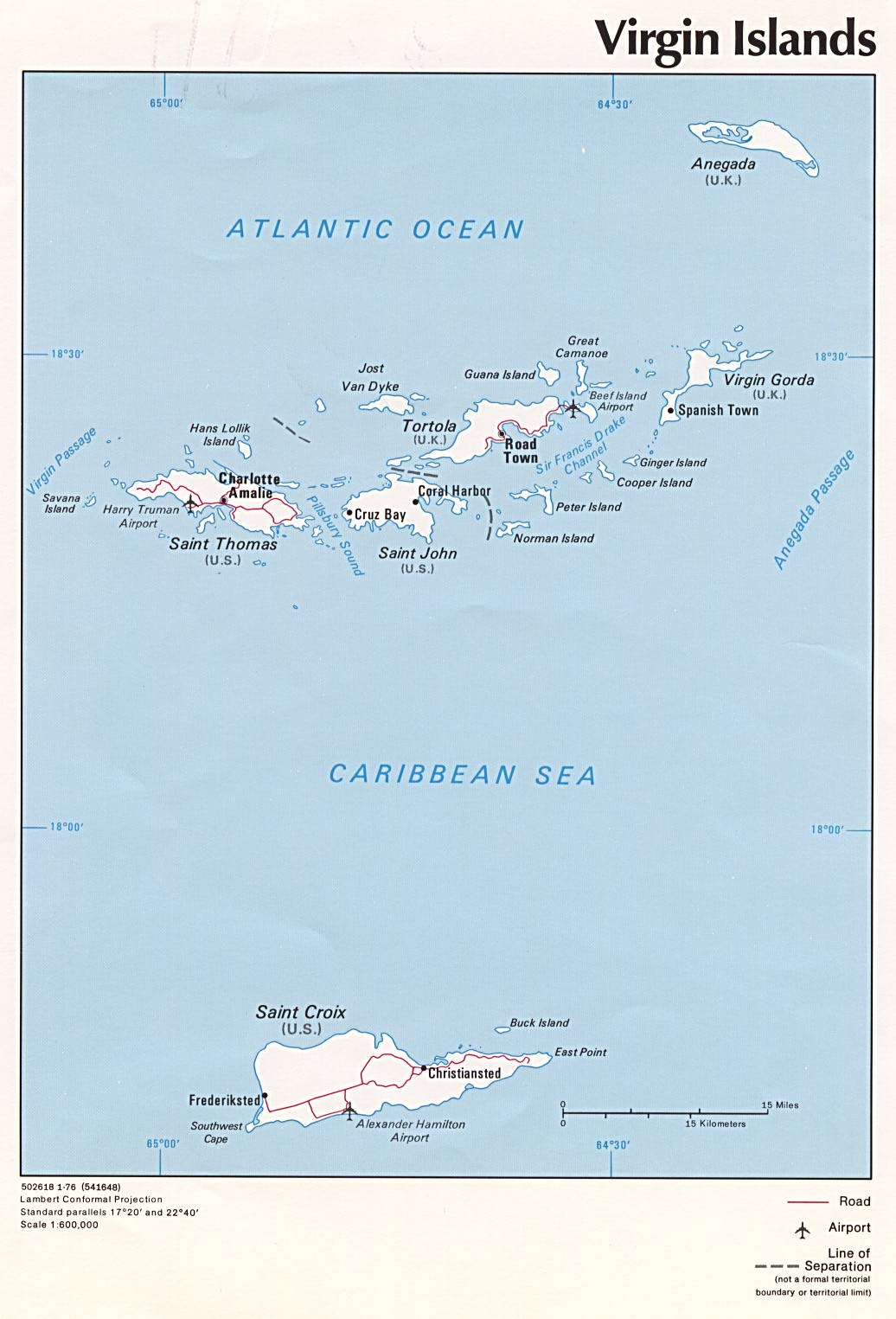
Mapa archipelagu Wysp Dziewiczych

Wyspy Dziewicze (ang. Virgin Islands) – grupa wysp położonych na pograniczu Morza Karaibskiego i Oceanu Atlantyckiego, na wschód od Portoryko, część większego archipelagu Małych Antyli (Wyspy Nawietrzne).
W skład archipelagu wchodzi około 90 wysp o łącznej powierzchni 505 km². Południowo-zachodnia część archipelagu (w tym wyspy Saint Croix, Saint Thomas i Saint John) stanowi terytorium zależne Stanów Zjednoczonych o nazwie Wyspy Dziewicze Stanów Zjednoczonych, zaś północno-wschodnia (m.in. wyspy Tortola, Anegada, Virgin Gorda i Jost Van Dyke) tworzy brytyjskie terytorium zamorskie – Brytyjskie Wyspy Dziewicze.
Wyspy zamieszkuje 138,1 tys. osób (2009). Gęstość zaludnienia wynosi 272,9 os./1 km².

## Geografia
Wyspy Dziewicze leżą na wschód od Cieśniny Dziewiczej, a na zachód od cieśniny Anegada. Część wysp jest pochodzenia wulkanicznego, a część – koralowego. Naturalną szatą roślinną wysp jest sawanna z niewielkimi płatami roślinności tropikalnej. Najwyższy szczyt – Mount Sage na wyspie Tortola – osiąga 533,4 m n.p.m. (521 m według innych źródeł).
Największymi zamieszkanymi wyspami (9) są:
- Saint Croix – pow. 214,66 km²; dł. 45,1 km; szer. 11,3 km; Mount Eagle 355 m n.p.m.; 55,49 tys. mieszk.
- Saint Thomas – pow. 80,91 km²; Crown Mountain 474 m n.p.m.; 53,72 tys. mieszk.
- Tortola – pow. 55,7 km²; dł. 21,7 km; szer. 5 km; Mount Sage 533,4 m n.p.m.; 19,4 tys. mieszk.
- Saint John – pow. 50,79 km²; Bordeaux Mountain 389 m n.p.m.; 4,97 tys. mieszk.
- Anegada – pow. 38,6 km²; dł. 19 km; szer. 5 km; 8,5 m n.p.m.; 206 mieszk.
- Virgin Gorda – pow. 21,2 km²; dł. 11 km; szer. 2 km; Pic Gorda 457 m n.p.m.; 3,65 tys. mieszk.
- Jost Van Dyke – pow. 8 km²; Roach Hill 321 m n.p.m.; 297 mieszk.
- Beef Island – pow. 2 km²; dł. 2,5 km; szer. 500 m; 150 mieszk.
- Water Island – pow. 1,99 km²; 161 mieszk.

Spośród niezamieszkanych wysp do największych (7) należą:
- Peter Island – pow. 7,0 km²
- Guana Island – pow. 3,44 km²; The Pyramid 242 m n.p.m.
- Great Camanoe – pow. 3,2 km²; dł. 4 km; szer. 800 m; 213 m n.p.m.
- Norman Island – pow. 2,43 km²; dł. 4 km; szer. 600 m; Norman Hill 130 m n.p.m.
- Great Thatch – pow. 2,0 km²; dł. 2,5 km; szer. 800 m
- Cooper Island – pow. 2,0 km²; dł. 2,4 km; szer. 800 m; 520 m n.p.m.
- Ginger Island – pow. 2,0 km²; 350 m n.p.m.

## Historia
Wyspy zostały odkryte w 1493 przez Krzysztofa Kolumba, który nazwał je Archipelagiem Świętej Urszuli i Jedenastu Tysięcy Dziewic. W latach 1648–1672 znajdowały się we władaniu Holenderskiej Kompanii Zachodnioindyjskiej. Później północną część opanowali Brytyjczycy – obecnie jest to brytyjskie terytorium zamorskie Brytyjskie Wyspy Dziewicze; natomiast część południową zajęli Duńczycy (Duńska Kompania Zachodnioindyjska), którzy sprzedali ją w 1917 Stanom Zjednoczonym – obecnie terytorium Wyspy Dziewicze Stanów Zjednoczonych.